# Musca sensifera
Musca sensifera är en tvåvingeart som först beskrevs av Walker 1861.  Musca sensifera ingår i släktet Musca och familjen parasitflugor. Inga underarter finns listade i Catalogue of Life.